# پارکوی-ساوت ساکرمنتو (کالیفرنیا)
پارکوی-ساوت ساکرمنتو (به انگلیسی: Parkway–South Sacramento) یک منطقهٔ مسکونی در ایالات متحده آمریکا است که در شهرستان ساکرامنتو، کالیفرنیا قرار دارد. پارکوی-ساوت ساکرمنتو ۱۲٫۵ کیلومتر مربع مساحت و ۳۶٬۴۶۸ نفر جمعیت دارد.